# Björn Vleminckx
 (février 2022).
Si vous disposez d'ouvrages ou d'articles de référence ou si vous connaissez des sites web de qualité traitant du thème abordé ici, merci de compléter l'article en donnant les références utiles à sa vérifiabilité et en les liant à la section « Notes et références ».
Björn Vleminckx, né le 1er décembre 1985 à Boom en Belgique, est un footballeur international belge qui joue au poste d'attaquant.

## Biographie

### En club
Il était souvent caractérisé par sa force de caractère, son travail et son grand cœur. 
Il a marqué pas mal de buts de la tête malgré sa petite taille. 
Il a joué pour le KSK Beveren où il s'est imposé au sein d'une équipe quasi ivoirienne, puis pour, le KV Ostende, Ensuite pour le FC Malines, où il était titulaire indiscutable et un des chouchous du public.
en juillet 2009, il rejoint le NEC Nimègue. Les deux années aux Pays-Bas furent exceptionnelles, il est même le meilleur buteur de la D1 en 2011 (sous les conseils de Patrick Kluivert (T2)).
Son arrivée en 2011 au FC Bruges ne fut pas une réussite, à la suite d'une blessure et malgré ses quelques buts importants marqués de la tête, il doit se contenter du rôle de remplaçant, le poste d'avant centre étant occupé par Joseph Akpala. 
En janvier 2013 il est prêté Gençlerbirliği Spor Kulübü où il va inscrire, lors de son premier match, quatre des cinq buts de son équipe, victorieuse 3-5 à Antalyaspor (signant un hat-trick en moins d'une demi-heure, permettant ainsi à son équipe de mener 1-4 à la 29e minute).
En juin 2013, il rejoint 2 saisons Kayseri Erciyesspor, puis une à Göztepe.
Il revient en Belgique en 2016 au Royal Antwerp FC et est champion de D2 avec le club.
Il est mis de côté avec l'arrivée du nouvel entraineur László Bölöni en 2017.
À l'été 2019, Björn met fin à sa carrière professionnelle en rejoignant le club de FC Oppuurs, où il raccroche les crampons après trois saisons.

### En sélections nationales
Sélectionné par Georges Leekens, il joue son premier match international le 11 août 2010, contre la Finlande. 

## Palmarès

### Distinctions individuelles
- - Meilleur buteur du Championnat des Pays-Bas en 2011.